# Verneil-le-Chétif
Verneil-le-Chétif é uma comuna francesa na região administrativa do País do Loire, no departamento de Sarthe. Estende-se por uma área de 14.8 km². Em 2010 a comuna tinha 683 habitantes (densidade: 46,1 hab./km²).